# STS-106
STS-106 foi uma missão da NASA realizada pelo ônibus espacial Atlantis, lançado em 8 de Setembro de 2000, à Estação Espacial Internacional.

## Tripulação
| Posição                  | Astronauta          |
| ------------------------ | ------------------- |
| Comandante               | Terrence Wilcutt    |
| Piloto                   | Scott Altman        |
| Especialista de missão 1 | Daniel Burbank      |
| Especialista de missão 2 | Edward Lu           |
| Especialista de missão 3 | Richard Mastracchio |
| Especialista de missão 4 | Yuri Malenchenko    |
| Especialista de missão 5 | Boris Morukov       |

## Parâmetros da missão
- Massa:  10,219 kg de carga
- Perigeu: 375 km
- Apogeu: 386 km
- Inclinação: 51.6°
- Periodo: 925.2 min

## Caminhadas espaciais
| Missão | Astronautas                | Começo (UTC)         | Fim (UTC)            | Duração              | Tarefa |
| ------ | -------------------------- | -------------------- | -------------------- | -------------------- | ------ |
| EVA 1  | Edward Lu Yuri Malenchenko | 11 de Setembro 04:47 | 11 de Setembro 11:01 | 6 horas e 14 minutos |        |